# بمب‌گذاری فوریه ۲۰۱۶ آنکارا

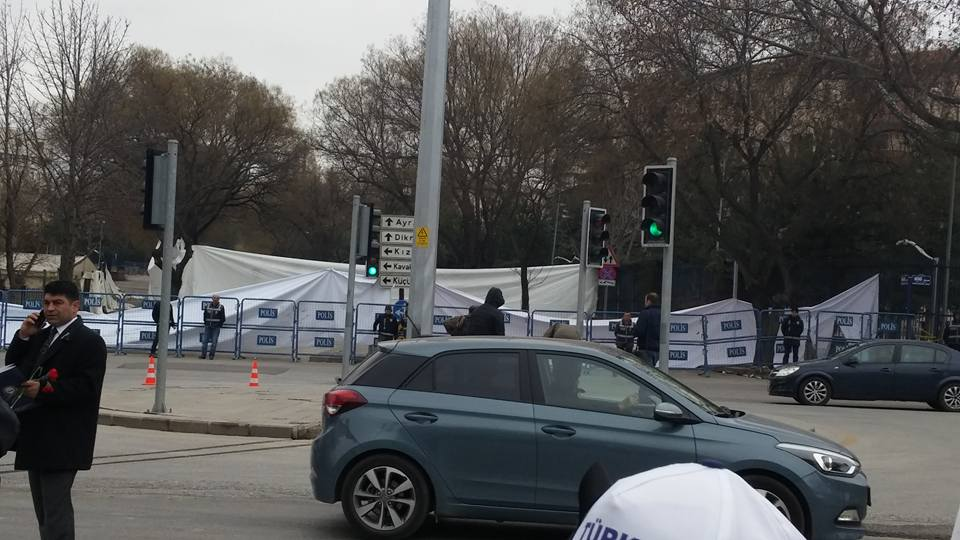
بمب‌گذاری فوریه ۲۰۱۶ آنکارا

بمب‌گذاری فوریه ۲۰۱۶ آنکارا در ۱۷ فوریه ۲۰۱۶ رخ داد و با انفجار بمبی در آنکارا، پایتخت کشور ترکیه، دستکم ۲۸ نفر کشته و ۶۱ نفر زخمی شدند. هدف این بمب‌گذاری، یک اتوبوس حامل نظامیان و چند خودروی دیگر نظامی در مجاورت آن بود که همهٔ آن‌ها پشت چراغ قرمز ایستاده بودند. انفجار در ناحیه‌ای نزدیک به پارلمان ترکیه و ستاد ارتش این کشور روی داد.